# Programa de Aceleração do Crescimento

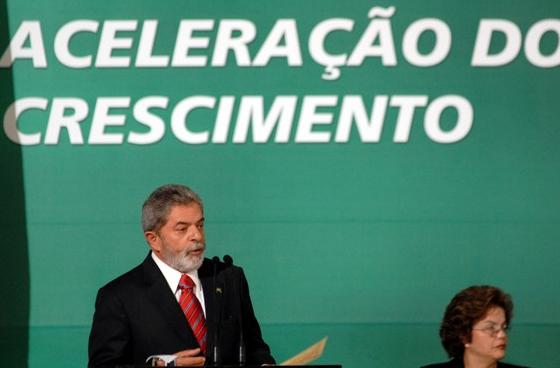
Luiz Inácio Lula da Silva anuncia o Programa de Aceleração do Crescimento (PAC) ao lado da ministra-chefe da Casa Civil, Dilma Rousseff.

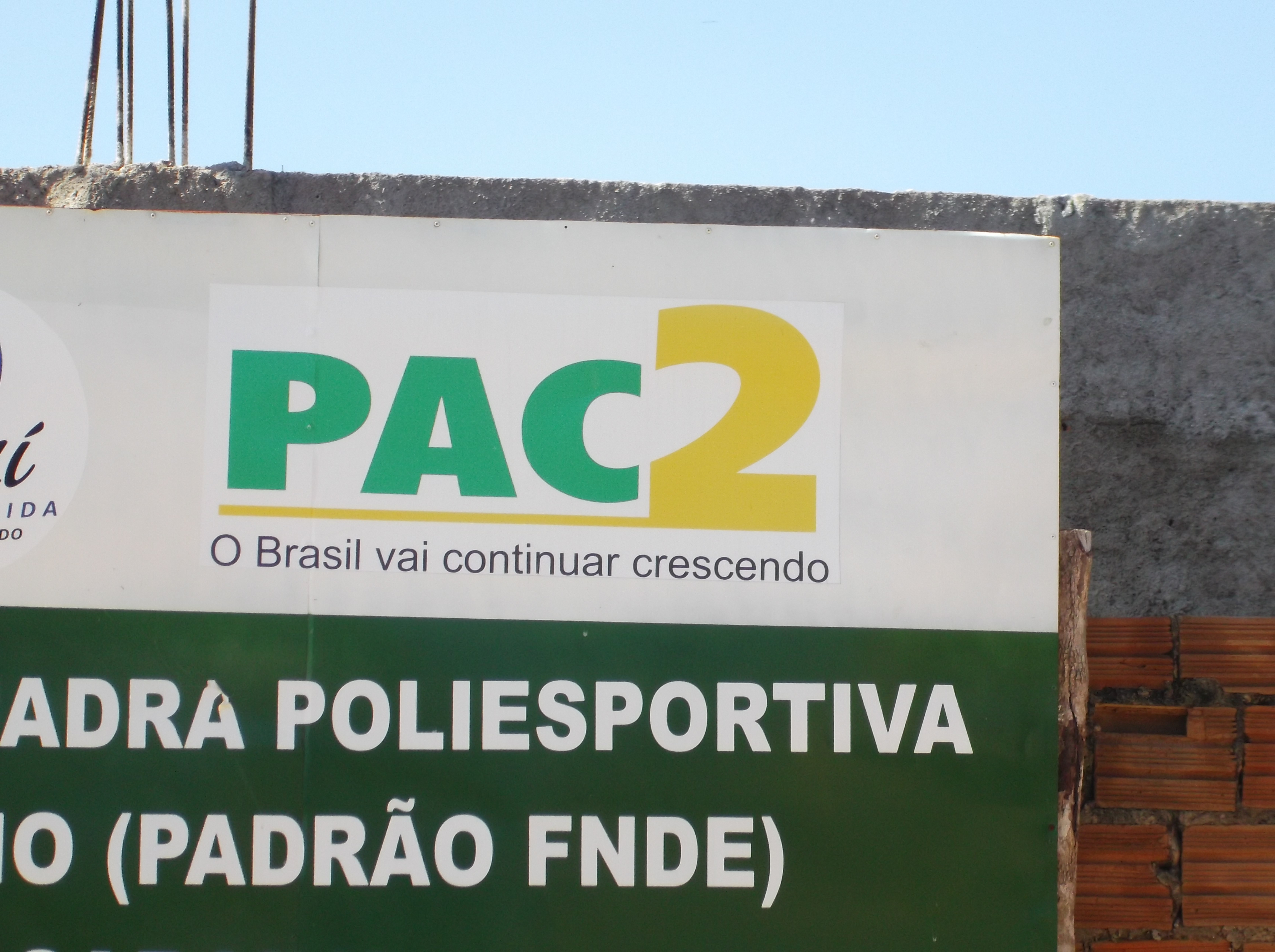
Vista de uma placa de obra do PAC 2.

O Programa de Aceleração do Crescimento (mais conhecido como PAC), lançado em 28 de janeiro de 2007, é um programa do governo federal brasileiro que engloba um conjunto de políticas econômicas, planejadas para os quatro anos seguintes, e que tem como objetivo acelerar o crescimento econômico do Brasil, prevendo investimentos totais de R$ 503,9 bilhões até 2010, tendo sido relançado em 2023 com previsão de investimentos totais em R$ 1,68 trilhão até 2026. Entre suas prioridades estão o investimento em infraestrutura, em áreas como saneamento, habitação, transporte, energia e recursos hídricos, entre outros.
O presidente Lula explicou os objetivos do PAC:

Queremos continuar crescendo de maneira correta, porém, de forma mais acelerada. Crescer de forma correta é crescer diminuindo as desigualdades entre as pessoas e entre as regiões, é crescer distribuindo renda, conhecimento e qualidade de vida [...]. O Programa de Aceleração do Crescimento engloba um conjunto de medidas destinadas a desonerar e incentivar o investimento privado, aumentar o investimento público e aperfeiçoar a política fiscal.— Lula no discurso de lançamento do programa

## Estrutura
O PAC foi composto por cinco blocos:
1. Medidas de infraestrutura, incluindo a infraestrutura social, como habitação, saneamento e transporte em massa (O principal bloco)
2. Medidas para estimular crédito e financiamento
3. Melhoria do marco regulatório na área ambiental
4. Desoneração tributária
5. Medidas fiscais de longo prazo

Essas ações deveriam ser implementadas, gradativamente, ao longo do quatriênio 2007-2010. A meta foi obter um crescimento do PIB em torno de 5% ao ano. Isso deveria ser alcançado contornando-se os entraves para o desenvolvimento e com o resultado do papel "indutor" do setor público, já que cada R$ 1,00 investido pelo setor público gera R$ 1,50 em investimentos privados. Os investimentos de R$ 503 bilhões, até 2010, se constituíram na espinha dorsal do programa de aceleração do crescimento econômico. Esse conjunto de projetos de infraestrutura pública deveria ajudar a acelerar os investimentos privados.

### Estrutura do investimento
Entre os investimentos anunciados estão incluídos: a soma dos investimentos públicos diretos (R$ 67,8 bilhões em quatro anos), investimentos das estatais, financiamentos dos bancos oficiais e investimentos privados, para atingir o total previsto de R$ 503,9 bilhões no período do programa, entre 2007 e 2010. Foram selecionados mais de cem projetos de investimento prioritários em rodovias, hidrovias, ferrovias, portos, aeroportos, saneamento e recursos hídricos.
Segundo o governo federal, haverá desoneração dos setores de bens de capital (máquinas e equipamentos), matérias-primas para a construção civil, equipamentos de transmissão digital, semicondutores e computadores. Nos casos de investimentos em infraestrutura (energia, portos, saneamento, etc.), haverá isenção do recolhimento do PIS/Cofins.
Estima-se uma diminuição na arrecadação de R$ 6,6 bilhões em 2007. A mudança de data para recolhimento das contribuições ao INSS, que passará do dia 2 para o dia 10 de cada mês e do PIS/Cofins, do dia 15 para o dia 20, aumentarão o capital de giro das empresas.

## Avanços de gestão
De acordo com a ex Ministra do Planejamento, Miriam Belchior, o PAC foi responsável pela adoção de um método inovador de monitoramento, uma vez que dissemina a cultura de priorização, responsabilização e de transparência das informações (através de Balanços Quadrimestrais). Ademais, é constituído por salas de situação, que são instâncias permanentes e colegiadas de monitoramento de todo ciclo dos empreendimentos e que também identificam dificuldades e propõe soluções para sua superação, além de acompanhar efetivamente as metas físicas.
Também houve melhoria nos processos devido a:
- Obras do PAC ganharam status de transferência obrigatória;
- Redução do tempo de desembolso do pagamento das obras de saneamento e habitação pela Caixa;
- Licenciamento Ambiental -simplificação de procedimentos;
- Monitoramento junto ao TCU;
- Grupo Especial da AGU;
- Melhoria da qualidade do gasto público; e
- Aprimoramento das modalidades de concessões e contratações.

Após a criação do PAC, o governo se deparou com a necessidade de contar com recursos humanos nos Ministérios relacionados à infraestrutura para subsidiar a formulação de políticas públicas, planejar, coordenar, fiscalizar e oferecer assistência técnica na execução de projetos relativos à realização de obras de infraestrutura de grande porte. Para suplantar tal deficiência o governo editou a Medida Provisória – MP 389/2007, convertida na Lei nº 11.539/2007, que criou a carreira de Analista de Infraestrutura e o Cargo Isolado de Especialista em Infraestrutura Sênior.

## Subprogramas

### PAC das Crianças
Em 11 de outubro de 2007, na véspera do Dia das Crianças, foi lançado o "PAC das Crianças" um sub-programa do PAC que se constitui num pacote para enfrentar a violência contra crianças e adolescentes, prevendo gastos de R$ 2,9 bilhões até 2010, que virão de 14 ministérios e de empresas estatais.
O "PAC das Crianças" inclui projetos para adolescentes internados que consumirão R$ 534 milhões entre 2008 e 2010. Segundo a Secretaria Nacional de Direitos Humanos, entre 1996 e 2006 quase quadruplicou o número de adolescentes internados por prática de violência. O pacote prevê gastos de R$ 199 milhões na reforma e construção de 49 unidades de internação e prevê a criação de um financiamento para municípios com mais de 50 mil habitantes para implementar medidas socioeducativas fazendo com que os internos prestem serviços à comunidade.
O "PAC das Crianças", por meio do Ministério do Esporte, destinará R$ 37,6 milhões para a construção de quadras esportivas em unidades de internação—elas ainda terão bibliotecas, oficinas e ambulatórios.
Foi criado um incentivo, que repassa R$ 1 500, num único pagamento, às famílias que acolherem de volta crianças levadas para abrigos por causa da pobreza, a partir de 2008, e outro que transfere jovens com mais de 18 anos dos abrigos para moradias coletivas oferecendo a eles estágios em bancos estatais; e o último repassa R$ 70 milhões a 445 municípios para reforma dos abrigos.
Uma verba de R$ 1,4 bilhão será destinada ao auxílio a crianças e adolescentes que sofrerem violência e para criar, até 2009, um cadastro nacional de adoção.

### PAC Cidades Históricas
O PAC das Cidades Históricas é uma linha especial do Programa de Aceleração do Crescimento, um programa do governo federal brasileiro que engloba um conjunto de políticas econômicas com o objetivo de acelerar o crescimento econômico do Brasil .
Lançado em 2009, em colaboração com o Instituto do Patrimônio Histórico e Artístico Nacional (IPHAN), foi oferecido a 173 cidades tombadas ou em processo de tombamento.
Nos primeiros anos do programa, foram investidos R$ 133,1 milhões em ações de preservação, sendo R$ 59,8 milhões em 2009 e R$ 78,3 milhões em 2010. Os recursos, aplicados pelos ministérios da Cultura, da Educação e do Turismo, foram usados em ações que incluíram revitalização de praças, restauro de monumentos e aterramento de fiação elétrica.
Cidades incluídas
- Acre - Rio Branco
- Alagoas - Maceió
- Alagoas - Marechal Deodoro
- Alagoas - Penedo
- Alagoas - Piranhas
- Amazonas - Manaus
- Amazonas - São Gabriel da Cachoeira
- Amapá - Macapá
- Amapá - Santana
- Amapá - Serra do Navio
- Bahia - Andaraí
- Bahia - Cachoeira
- Bahia - Cairu
- Bahia - Central
- Bahia - Cipó
- Bahia - Itaparica
- Bahia - Jaguaripe
- Bahia - Lençóis
- Bahia - Maragogipe
- Bahia - Monte Santo
- Bahia - Mucugê
- Bahia - Nazaré
- Bahia - Palmeiras
- Bahia - Porto Seguro
- Bahia - Rio de Contas
- Bahia - Salvador
- Bahia - Santa Cruz Cabrália
- Bahia - Santo Amaro
- Bahia - São Francisco do Conde
- Ceará - Aracati
- Ceará - Barbalha
- Ceará - Fortaleza
- Ceará - Icó
- Ceará - Sobral
- Ceará - Viçosa do Ceará
- Distrito Federal - Brasília
- Espírito Santo - Vila Velha
- Espírito Santo - Vitória
- Goiás - Corumbá de Goiás
- Goiás - Goiânia
- Goiás - Goiás
- Goiás - Pilar de Goiás
- Goiás - Pirenópolis
- Maranhão - Alcântara
- Maranhão - São Luís
- Minas Gerais - Barão de Cocais
- Minas Gerais - Barbacena
- Minas Gerais - Belo Horizonte
- Minas Gerais - Berilo
- Minas Gerais - Caeté
- Minas Gerais - Cataguases
- Minas Gerais - Conceição do Mato Dentro
- Minas Gerais - Congonhas
- Minas Gerais - Cristiano Otoni
- Minas Gerais - Diamantina
- Minas Gerais - Itabirito
- Minas Gerais - Itaverava
- Minas Gerais - Juiz de Fora
- Minas Gerais - Lassance
- Minas Gerais - Mariana
- Minas Gerais - Minas Novas
- Minas Gerais - Nova Era
- Minas Gerais - Ouro Branco
- Minas Gerais - Ouro Preto
- Minas Gerais - Paracatu
- Minas Gerais - Piranga
- Minas Gerais - Pitangui
- Minas Gerais - Prados
- Minas Gerais - Raposos
- Minas Gerais - Sabará
- Minas Gerais - Santa Bárbara
- Minas Gerais - Santa Luzia
- Minas Gerais - São João Del Rei
- Minas Gerais - Serro
- Minas Gerais - Tiradentes
- Mato Grosso do Sul - Campo Grande
- Mato Grosso do Sul - Corumbá
- Mato Grosso - Cáceres
- Mato Grosso - Cuiabá
- Mato Grosso - Vila Bela da Santíssima Trindade
- Pará - Afuá
- Pará - Aveiro
- Pará - Belém
- Pará - Belterra
- Pará - Bragança
- Pará - Cametá
- Pará - Óbidos
- Pará - Santarém
- Pará - Vigia de Nazaré
- Paraíba - Areia
- Paraíba - João Pessoa
- Paraíba - Santa Rita
- Pernambuco - Cabo de Santo Agostinho
- Pernambuco - Caruaru
- Pernambuco - Fernando de Noronha
- Pernambuco - Goiana
- Pernambuco - Igarassu
- Pernambuco - Jaboatão dos Guararapes
- Pernambuco - Olinda
- Pernambuco - Recife
- Piauí - Amarante
- Piauí - Campo Maior
- Piauí - Oeiras
- Piauí - Parnaíba
- Piauí - Pedro II
- Piauí - Piracuruca
- Piauí - Teresina
- Paraná - Antonina
- Paraná - Curitiba
- Paraná - Guaratuba
- Paraná - Lapa
- Paraná - Paranaguá
- Rio de Janeiro - Angra dos Reis
- Rio de Janeiro - Cabo Frio
- Rio de Janeiro - Campos dos Goytacazes
- Rio de Janeiro - Casimiro de Abreu
- Rio de Janeiro - Duas Barras
- Rio de Janeiro - Itaboraí
- Rio de Janeiro - Mangaratiba
- Rio de Janeiro - Niterói
- Rio de Janeiro - Nova Friburgo
- Rio de Janeiro - Paraty
- Rio de Janeiro - Petrópolis
- Rio de Janeiro - Quatis
- Rio de Janeiro - Rio Claro
- Rio de Janeiro - Rio de Janeiro
- Rio de Janeiro - Santa Maria Madalena
- Rio de Janeiro - São Pedro da Aldeia
- Rio de Janeiro - Vassouras
- Rio Grande do Norte - Acari
- Rio Grande do Norte - Natal
- Rondônia - Porto Velho
- Roraima - Boa Vista
- Rio Grande do Sul - Antônio Prado
- Rio Grande do Sul - Bagé
- Rio Grande do Sul - General Câmara
- Rio Grande do Sul - Jaguarão
- Rio Grande do Sul - Novo Hamburgo
- Rio Grande do Sul - Pelotas
- Rio Grande do Sul - Piratini
- Rio Grande do Sul - Porto Alegre
- Rio Grande do Sul - Rio Grande
- Rio Grande do Sul - São Miguel das Missões
- Rio Grande do Sul - São Nicolau
- Santa Catarina - Biguaçu
- Santa Catarina - Florianópolis
- Santa Catarina - Itaiópolis
- Santa Catarina - Joinville
- Santa Catarina - Laguna
- Santa Catarina - Pomerode
- Santa Catarina - São Francisco do Sul
- Santa Catarina - Urussanga
- Sergipe - Aracaju
- Sergipe - Laranjeiras
- Sergipe - São Cristóvão
- São Paulo - Cananéia
- São Paulo - Carapicuíba
- São Paulo - Iguape
- São Paulo - Itanhaém
- São Paulo - Itu
- São Paulo - Jundiaí
- São Paulo - Mogi das Cruzes
- São Paulo - Santana de Parnaíba
- São Paulo - Santo André
- São Paulo - Santos
- São Paulo - São Bernardo do Campo
- São Paulo - São Luís do Paraitinga
- São Paulo - São Paulo
- São Paulo - São Sebastião
- São Paulo - São Vicente
- Tocantins - Natividade
- Tocantins - Palmas
- Tocantins - Porto Nacional[13]

## PAC 2

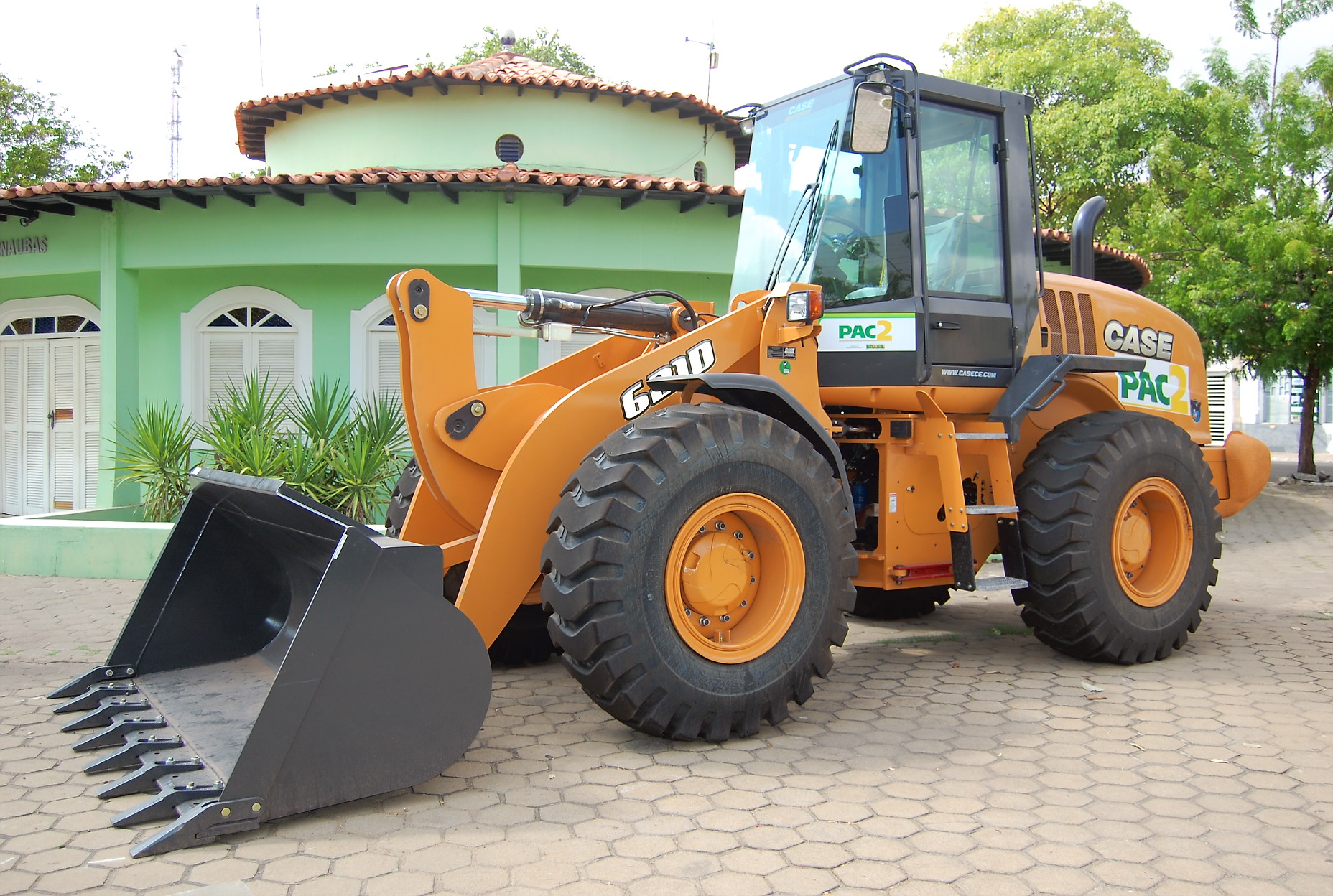
Trator adquerido pela Prefeitura de Campo Maior (Piauí) com recursos do PAC 2

O PAC 2 foi lançado em 29 de março de 2010 que prevê recursos da ordem de R$ 1,59 trilhão em uma série de segmentos, tais como transportes, energia, cultura, meio ambiente, saúde, área social e habitação. São 6 as áreas de investimentos do PAC 2: Cidade Melhor, Comunidade Cidadã, Minha Casa, Minha Vida, Água e Luz para todos (expansão do Luz para Todos), Transportes e Energia.
- PAC Cidade Melhor: Enfrentar os principais desafios dos grandes centros urbanos para melhorar a qualidade de vida das pessoas.
  - PAC Mobilidade Urbana[17] (ou PAC da Copa[18]): PAC 2 - Mobilidade Grandes Cidades[19] e PAC 2 - Mobilidade Cidades Médias
- PAC Comunidade Cidadã: Aumentar a oferta de serviços básicos à população de bairros populares e garantir a presença do Estado.
  - PAC Cidades Históricas[20]
  - CEUs - Centros de Artes  e  Esportes Unificados[21]
- PAC Minha Casa, Minha Vida: Reduzir o déficit habitacional, dinamizar o setor de construção civil e gerar trabalho e renda.
- PAC Água e Luz para Todos: Universalizar o acesso à água e à energia elétrica no país.
- PAC Transportes: Consolidar e ampliar a rede logística, interligando diversos modais (rodoviário, ferroviário e hidroviário) para garantir qualidade e segurança.
  - PAC 2 Equipamentos, que é, sinteticamente, a doação de máquinas aos governos municipais para abertura e melhoria de estradas.[22]
- PAC Energia: Garantir a segurança do suprimento a partir de uma matriz energética baseada em fontes renováveis e limpas. Desenvolver as descobertas no Pré-Sal, ampliando a produção de petróleo no país

## Novo PAC
Em 11 de agosto de 2023, o Novo PAC foi lançado, somando R$1,68 trilhão em investimentos, com a previsão de R$1,3 trilhão investidos até 2026, fim do mandato do terceiro governo Lula, com os outros R$300 bilhões previstos a partir de 2027. Assim como seu antecessor, o programa investirá em segmentos de infraestrutura e social como saúde, educação, sustentabilidade, habitação e transporte. O programa terá 9 eixos, diversificados em diferentes áreas. São eles: Inclusão digital e Conectividade, Transição e Segurança Energética, Transporte Eficiente e Sustentável, Cidades Sustentáveis e Resilientes, Água para Todos, Infraestrutura Social e Inclusiva, Defesa, Educação e Saúde.
- Inclusão Digital e Conectividade: Investimentos para levar internet para todas as escolas públicas, expandir a cobertura do 4G e 5G em regiões remotas do país.
- Transição e Segurança Energética: Previsão de universalizar o atendimento no Nordeste e antecipar a universalização de comunidades isoladas na Amazônia.
- Transporte Eficiente e Sustentável: Investimentos em rodovias, ferrovias, portos, aeroportos e hidrovias.
- Cidades Sustentáveis e Resilientes: Construções de novas unidades do Minha Casa, Minha Vida e financiamento para aquisição de imóveis. Investimento em mobilidade urbana, urbanização de comunidades, esgotamento sanitário, gestão de resíduos sólidos e contenção de encostas e combate a enchentes.

- Água para todos: Investimentos na revitalização das bacias hidrográficas, universalização do acesso à agua no país.
- Infraestrutura Social e Inclusiva: Investimentos em espaços de cultura, esporte e lazer.
- Defesa: Investimentos para equipar Exército, Marinha e Aeronáutica.
- Educação: Construção de creches, escolas de tempo integral e modernização e expansão de institutos e universidades federais.
- Saúde: Construção de novas unidades básicas, policlínicas e maternidades, compra de ambulâncias. Investimento para ampliar oferta de vacinas, hemoderivados e o acesso à telessaúde.

Além disso, a partir de setembro o governo federal lançará editais, que somam R$136 bilhões, para a seleção de outros projetos prioritários de estados e municípios, além dos anunciados no lançamento do Novo PAC, nas seguintes áreas:
- Cidades: urbanização de favelas, abastecimento de água, esgotamento sanitário, resíduos sólidos, mobilidade urbana e prevenção a desastres naturais;
- Saúde: UBSs, policlínicas e maternidades;
- Educação: creches, escolas e ônibus escolares;
- Cultura: CEUs da cultura e projetos de patrimônio histórico;
- Esporte: Espaços esportivos comunitários;

## Balanços
Em 7 de maio de 2007 foi publicado pelo comitê gestor do PAC o Primeiro Balanço do PAC, referente ao período de janeiro a abril de 2007, um estudo detalhado de seus projetos em andamento.
Em 20 de setembro de 2007 o comitê gestor apresentou o Segundo Balanço do PAC, notando que o programa ganhou velocidade e investimentos que já têm reflexos nas previsões do PIB, mas ainda é preciso acelerar a conversão de grande parte dos recursos ainda não gastos de 2007 em obras reais. Conforme o balanço, em abril o PAC tinha 1 646 ações registradas e passou a 2014 entre maio e agosto. Em 31 de agosto de 2007, 60% dessas ações estavam no estágio de obra e 40% na fase de licenciamento, licitação ou projeto, indicando que o PAC apresentava rendimento satisfatório de 94,1% do valor investido e de 90,3% em ações.

### Origem do dinheiro
- R$ 219,20 bilhões deverá ser o volume de investimentos feitos por empresas estatais, sendo que, destes, R$ 148,7 bilhões serão investidos pela Petrobrás, uma empresa de economia mista;[26]
- R$ 67,80 bilhões deverão ser investidos com recursos do orçamento fiscal da União e da seguridade;
- R$ 216,9 bilhões deverão ser investidos pela iniciativa privada, induzidos pelos investimentos públicos já anunciados.

### Destino do dinheiro

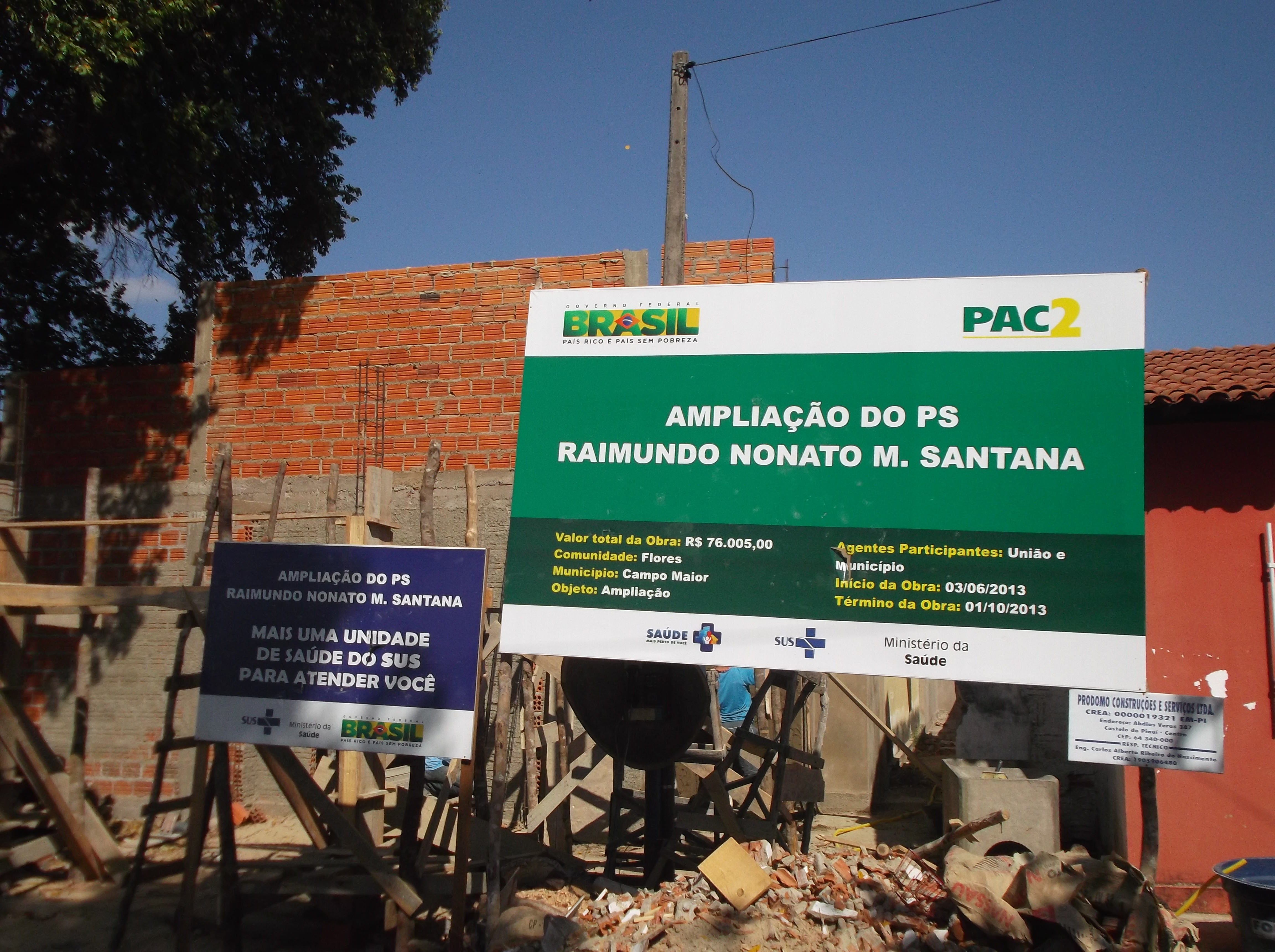
Obra de um posto de saúde com recursos do PAC2.

- R$ 274,8 bilhões deverão ser investidos em Energia (inclui petróleo), assim divididos:[26]
  - R$ 179,0 bilhões para petróleo e gás natural;
  - R$ 65,9 bilhões para geração de energia elétrica;
  - R$ 17,4 bilhões para combustíveis renováveis;
  - R$ 12,5 bilhões para transmissão de energia elétrica.
- R$ 170,8 bilhões serão investidos em Infraestrutura Social e Urbana, assim divididos:
  - R$ 106,3 bilhões para projetos de habitação;
  - R$ 40,0 bilhões para projetos de saneamento básico;
  - R$ 12,7 bilhões para recursos hídricos;
  - R$ 8,7 bilhões para o projeto Luz Para Todos;
  - R$ 3,1 bilhões para Metrôs.
- R$ 58,3 bilhões serão investidos em Logística, assim distribuídos:
  - R$ 33,4 bilhões para rodovias;
  - R$ 10,6 bilhões para marinha mercante;
  - R$ 7,9 bilhões para ferrovias;
  - R$ 3,0 bilhões para aeroportos;
  - R$ 2,7 bilhões para portos;
  - R$ 700 milhões para hidrovias.

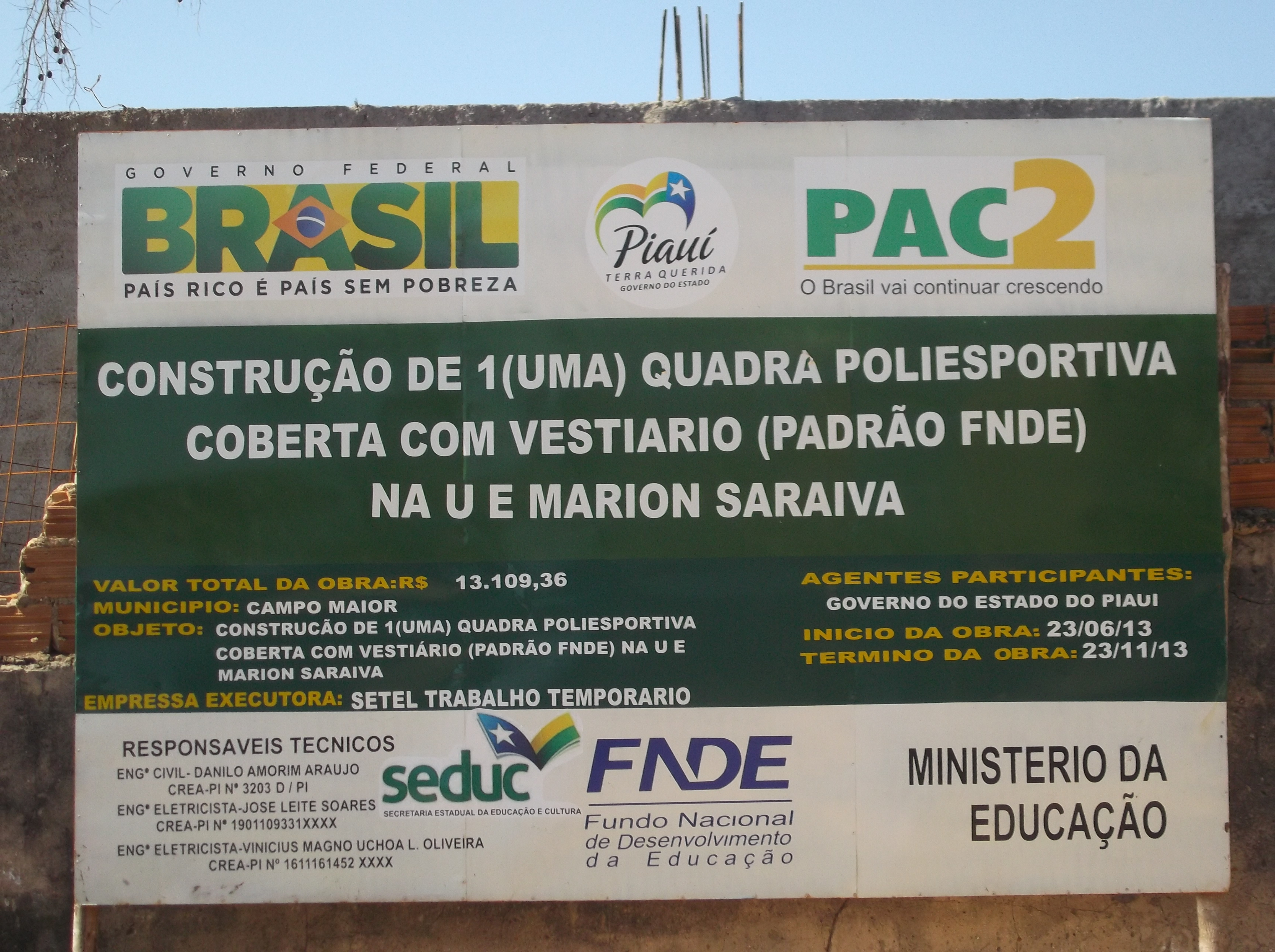

De acordo com balanço divulgado pela casa civil em junho de 2009, o PAC concluiu 15,1% do total programado.

## Controvérsias
O PAC é alvo das inúmeras controvérsias, denúncias e irregularidades. Entre elas estão:

### Tribunal das Contas da União
Em 2009, o Tribunal de Contas da União fiscalizou 99 obras do PAC, das quais foi recomendada a paralisação de 13, devido à irregularidades. O governo federal, preocupado com a possibilidade de não poder fazer propagandas do PAC, enviou advogados para acompanharem os processos com o objetivo de fazer a defesa na execução das obras.

### Uso eleitoral
O PAC é criticado por ter sido criado com fins eleitorais, unindo todos os gastos e investimentos comuns e obrigatórios do governo federal sob uma nomenclatura propagandística, para facilitar a divulgação. Ao mesmo tempo a pré-candidata governista à presidência, Dilma Rousseff, Ministra-Chefe da Casa Civil, teria seu nome associado a ele. Foi protocolado requerimento para que o Tribunal Superior Eleitoral apurasse se o comportamento do presidente, e da pré-candidata, ao vistoriar obras pessoalmente, caracterizaria campanha eleitoral antecipada. Políticos e o presidente do STF, Gilmar Mendes, acusam Lula de usar inaugurações de obras como forma de promoção da pré-candidata do PT.
Outra crítica deve-se ao fato de as capitais governadas por aliados do PT serem as que mais recebem recursos do PAC.

### Decretos do governo federal

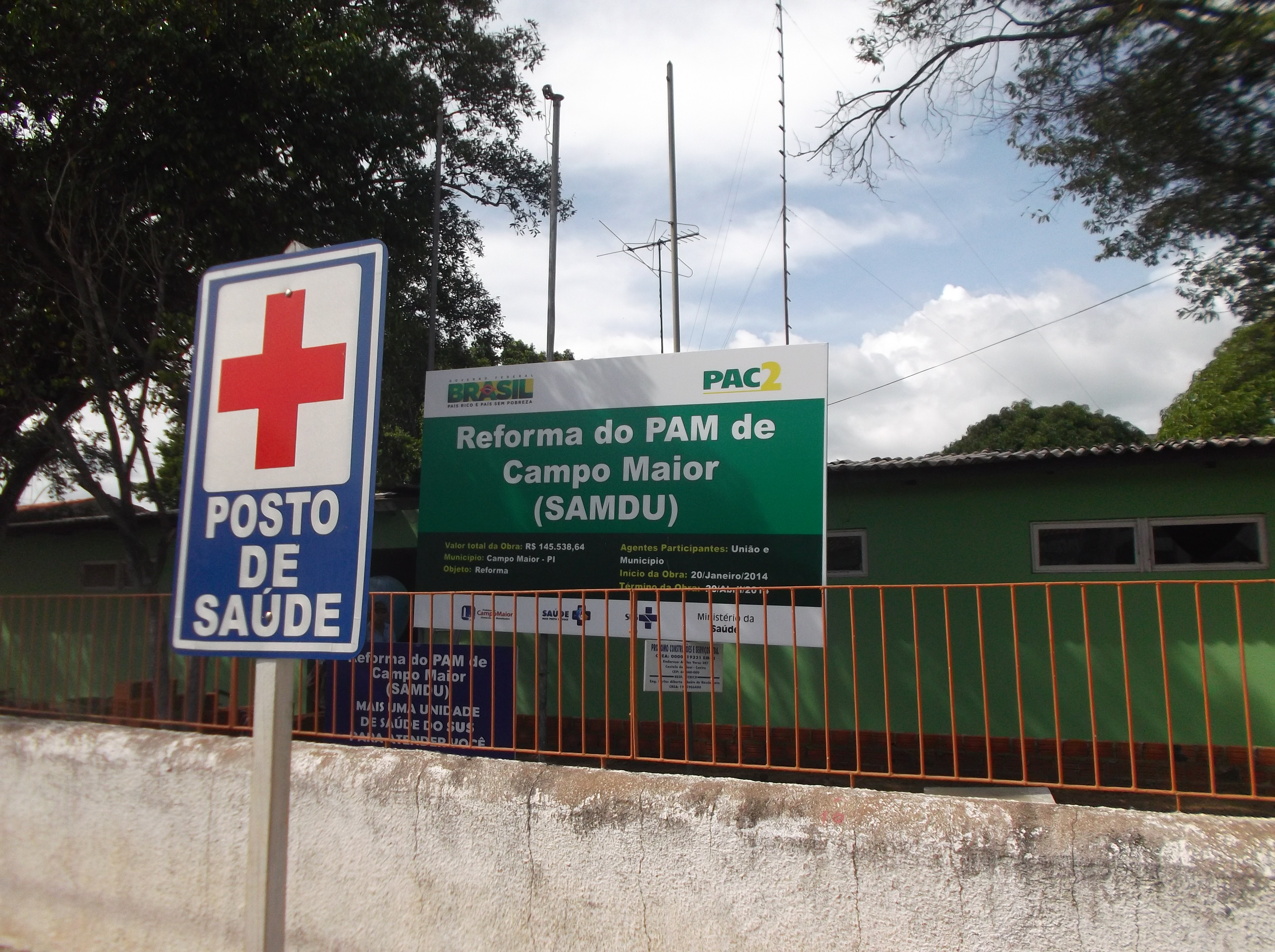
Obra em saúde.

Algumas obras do PAC foram realizadas sob decreto, a fim de burlar a legislação eleitoral que proíbe repasses de recursos federais para novas obras nos três meses que antecedem a escolha dos prefeitos. A legislação eleitoral também proíbe o uso da máquina governamental para fazer o que foi considerada, segundo o ministro Gilmar Mendes e outros críticos, uma campanha eleitoral antecipada por Dilma, acompanhada de Lula em todas as inaugurações do referido programa

### Obras inacabadas, paralisadas e irregularidades
Segundo a ONG Contas Abertas, até o final de 2009, só 9,8% das obras do PAC foram concluídas e 62% não saíram do papel.
Em 2016, um levantamento realizado pelo UOL do orçamento e do andamento de 19 obras do PAC investigadas pela Operação Lava-Jato verificou que todas tiveram seus custos iniciais aumentados, totalizando um sobrepreço de R$ 162 bilhões, com atrasos de execução que chegavam a até 8 anos.
Até 2016, apenas 16,8% das pouco mais de 29 mil obras anunciadas nas duas etapas foram concluídas no período previsto. No mesmo ano, o PAC havia entregue apenas duas de suas dez maiores obras, todas com sobrepreço em relação ao valor original. Dentre as maiores obras, a Refinaria Abreu e Lima, ainda não havia sido concluída após 10 anos de construção, custando aos cofres públicos 21,1 bilhões de dólares, mais de 8 vezes seu orçamento original, com capacidade projetada de refino de 230 mil barris de petróleo por dia - e capacidade real de 100 mil bpd devido à falta de instalação de equipamentos de redução de emissão de gases. Em comparação, a maior refinaria do mundo, em Jamnagar na Índia, custou 6 bilhões de dólares, foi construída em 36 meses e possui capacidade de processamento de 1,2 milhão de barris de petróleo por dia.
Em 2019, o TCU apontou 14 mil obras paralisadas do PAC, com motivos principais de problemas técnicos e abandono das empresas executoras.

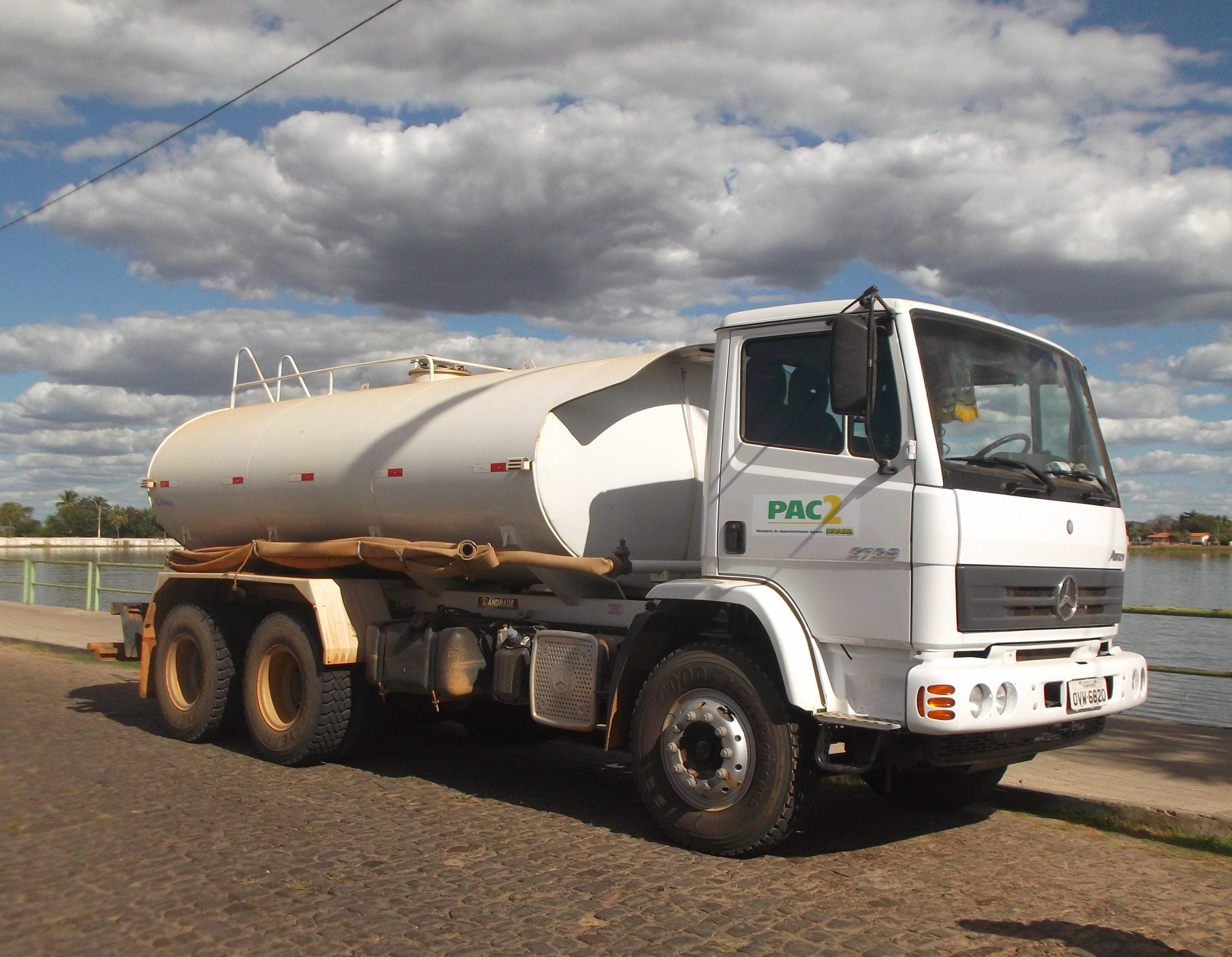
Caminhão-pipa.